# Sebrání některých vzdělávatedlných písní
Sebrání některých vzdělávatedlných písní je český kancionál z roku 1747, jediný reprezentant české exilové písňové tvorby obnovené Jednoty bratrské (ochranovské).
Většina písní jsou překlady z německého zpěvníku Christliches Gesang-Buch (1735); zahrnují písně Mikuláše Zinzendorfa, Anny Nitschmannové, Anny Doberové či Johannese von Watewille. Teologicky lze zpěvník zařadit k pietismu.